# Andries Jonker
Andries Jonker (* 22. September 1962 in Amsterdam) ist ein niederländischer Fußballtrainer.

## Karriere

### In den Niederlanden
Jonker begann seine Trainerlaufbahn 1997 im Alter von 35 Jahren. Damals wurde er Assistenztrainer von Dick de Boer, der zur Saison 1997/98 den niederländischen Klub FC Volendam in der Eredivisie übernommen hatte. Zur Folgespielzeit stieg der Klub in die Eerste Divisie ab, beide Trainer behielten aber ihr Amt. Nachdem Volendam in der Liga nur Achter und damit das Ziel sofortiger Wiederaufstieg verpasst wurde, entschied der Vorstand, de Boer durch Jonker abzulösen. So wurde dieser im Sommer 1999 erstmals Cheftrainer einer Profimannschaft. Doch der Niederländer enttäuschte, und der Verein befand sich in der Abstiegsregion der Eerste Divisie. Nach Saisonabschluss trennten sich beide Parteien wieder und so blieb Jonkers erste Cheftrainerstation nur von kurzer Dauer.

### Ein Jahr in Barcelona und Rückkehr in die Niederlande
Kurzzeitig wurde es still um den Fußballlehrer, ehe im Jahr 2002 sein Landsmann Louis van Gaal den europäischen Top-Klub FC Barcelona übernahm und Jonker als Co-Trainer nach Spanien lockte. Nachdem dort der Erfolg ausblieb, zog es Jonker in die Heimat zurück, wo er Cheftrainer des MVV Maastricht wurde. In drei Jahren schaffte er es jedoch nicht, den Klub in die Erstklassigkeit zurückzuführen. 2006/07 holte ihn Dennis van Wijk in die Eredivisie zu Willem II Tilburg. Nach einem erfolglosen Start in die Saison 2007/08 musste van Wijk seinen Platz räumen, den Jonker im November 2007 übernahm. Er nahm sich den ehemaligen Spieler Edwin Hermans als Assistenten an seine Seite. Doch wie auch schon in Maastricht und Volendam überzeugte der Trainer auch hier nicht den Vorstand, und man ging im Februar 2009 wieder unterschiedliche Wege.

### FC Bayern München
Als bekannt wurde, dass van Gaal im Sommer 2009 zum FC Bayern München als Trainer wechseln wird, erinnerte sich dieser an Jonker und holte ihn in den Trainerstab des deutschen Rekordmeisters. Im April 2011 wurde er nach dem 29. Spieltag mit der Beurlaubung von Louis van Gaal beim FC Bayern München zum Cheftrainer bis Saisonende befördert mit dem Auftrag, die Qualifikation zur UEFA Champions League für die Saison 2011/12 noch zu erreichen. Am vorletzten Spieltag gelang ihm dies durch den 8:1-Kantersieg seiner Mannschaft beim FC St. Pauli und der gleichzeitigen Niederlage des Konkurrenten Hannover 96 beim VfB Stuttgart. Zur Saison 2011/12 übernahm er die zweite Mannschaft des FC Bayern, welche in die Regionalliga Süd abgestiegen war. Nach einer schwachen Hinrunde gab der Verein bekannt, dass Jonker zur Saison 2012/13 nicht mehr Trainer der zweiten Mannschaft sein werde. Ab der Saison 2012/13 sollte Jonker die U19 von Bayern übernehmen, nahm den Posten allerdings aus „familiären Gründen“ nicht an. Zunächst war geplant, ihn in einer anderen Position an den Verein zu binden, aber Mitte April 2012 gab Jonker bekannt, München mit seiner Familie zu verlassen und sich neuen Herausforderungen zu stellen.

### VfL Wolfsburg
Zur Saison 2012/13 schloss Jonker einen Vertrag beim VfL Wolfsburg ab, wo er zunächst als Co-Trainer von Felix Magath fungierte. Nach dessen Entlassung assistierte er Interimstrainer Lorenz-Günther Köstner.

### FC Arsenal
Seit der Saison 2014/15 war Jonker Leiter der Nachwuchs-Akademie des englischen Erstligisten FC Arsenal.

### Rückkehr zum VfL Wolfsburg
Im Februar 2017 kehrte Jonker zum VfL Wolfsburg zurück und übernahm die nach 22 Spieltagen mit 22 Punkten auf dem 14. Tabellenplatz stehende Bundesligamannschaft des VfL vom zuvor entlassenen Valérien Ismaël. Sein erstes Spiel als Trainer des VfL Wolfsburg war ein 1:1 beim 1. FSV Mainz 05. Mit dem VfL gelang Jonker in der Relegation gegen Eintracht Braunschweig der Klassenerhalt in der Fußballbundesliga.
Am 18. September 2017 wurde er nach vier Spieltagen der neuen Saison von seinen Aufgaben entbunden.

### Telstar 1963
Jonker war von 2019 bis 2022 Cheftrainer des niederländischen Zweitligisten Telstar 1963.

### Bondscoach
Zum September 2022 übernahm Jonker die niederländische Frauenfußballnationalmannschaft. Am 24. Januar 2025 gab der niederländische Verband bekannt, dass der Vertrag nach der EM 2025 endet.